# 죽음의 발명품
죽음의 발명품(Vynález zkázy, The Deadly Invention)은 체코(구 체코슬로바키아)에서 제작된 카렐 제만 감독의 1958년 애니메이션, 모험, 판타지, SF 영화이다. 루보르 토코스 등이 주연으로 출연하였다.

## 출연

### 주연
- 루보르 토코스

## 제작진
- 원작자: 쥘 베른
- 미술: 카렐 제만